# 디미터르 도브레프
디미터르 디미트로프 도브레프(불가리아어: Димитър Димитров Добрев, 영어: Dimitar Dimitrov Dobrev, 1931년 4월 14일~2019년 4월 1일)는 불가리아의 레슬링인이다. 현역 시절 1956년 하계 올림픽에서 은메달, 1960년 하계 올림픽에서 금메달을 획득했다.

## 생애
라즈그라드주에 위치한 에제르체에서 태어났으며 19세 시절부터 레슬링을 시작했다. 
1956년 오스트레일리아의 멜버른에서 열린 올림픽 레슬링 그레코로만형 미들급에서 은메달을 획득했다.